# Чернышёв, Владимир Иванович
Влади́мир Ива́нович Чернышёв (29 апреля 1929 — 31 августа 1997) — советский, российский дипломат. Чрезвычайный и полномочный посол.

## Биография
Окончил Московский государственный институт международных отношений МИД СССР (МГИМО) в 1953 году.
- В 1953—1958 годах — сотрудник центрального аппарата МИД СССР.
- В 1958—1961 годах — сотрудник посольства СССР в Мексике.
- В 1961—1964 годах — сотрудник центрального аппарата МИД СССР.
- В 1964—1969 годах — сотрудник посольства СССР в США.
- В 1969—1979 годах — сотрудник центрального аппарата МИД СССР.
- С 20 августа 1979 по 2 сентября 1981 года — чрезвычайный и полномочный посол СССР в Коста-Рике[1].
- С 2 сентября 1981 по 5 сентября 1986 года — чрезвычайный и полномочный посол СССР в Бразилии[2].
- В 1986—1989 годах — заведующий Протокольным отделом МИД СССР.
- В 1989—1991 годах — начальник Управления государственного протокола МИД СССР.
- В 1991—1994 годах — начальник Управления, затем директор Департамента государственного протокола МИД РФ.
- В 1994—1997 годах — постоянный наблюдатель Российской Федерации при Организации американских государств (ОАГ).

Похоронен в Москве на Преображенском кладбище.